# Khu liên hợp thể thao tưởng niệm Rizal
Khu liên hợp thể thao tưởng niệm Rizal (RMSC) (tiếng Anh: Rizal Memorial Sports Complex, trước đây gọi là Sân tập tưởng niệm Rizal) là một khu liên hợp thể thao quốc gia của Philippines, nằm vị trí trên Pablo Ocampo St. (trước đây là Vito Cruz St.), Malate, Manila. Nó được đặt theo tên của anh hùng dân tộc của đất nước, José Rizal. Toàn bộ khu liên hợp hiện tại được quản lý bởi Ủy ban Thể thao Philippines, trong khi tài sản thuộc sở hữu của chính quyền thành phố Manila. Khu liên hợp cũng có tòa nhà văn phòng hành chính của PSC và các khu dành cho các vận động viên quốc gia Philippines.

## Các sự kiện đáng chú ý tại khu liên hợp thể thao tưởng niệm Rizal
- Đại hội Thể thao Viễn Đông (1913, 1919, 1925, 1934)
- Đại hội Thể thao châu Á 1954
- Đại hội Thể thao Đông Nam Á (1981, 1991, 2005, 2019)
- Đại hội Thể thao Người khuyết tật Đông Nam Á 2005
- Giải vô địch bóng chuyền các câu lạc bộ nữ châu Á 2006

## Cơ sở hạ tầng

### Địa điểm thể thao
| Địa điểm                                                                      | Mục đích                                        | Sức chứa chỗ ngồi | Năm xây dựng | Ghi chú                                                                                     |
| ----------------------------------------------------------------------------- | ----------------------------------------------- | ----------------- | ------------ | ------------------------------------------------------------------------------------------- |
| Phòng tập thể dục quyền Anh                                                   | Địa điểm quyền Anh                              | –                 | –            |                                                                                             |
| Hội trường thể dục dụng cụ                                                    | Địa điểm thể dục dụng cụ                        | –                 | –            |                                                                                             |
| Sân vận động Ninoy Aquino                                                     | Sử dụng đa môn, chủ yếu là bóng rổ              | 6.000             | –            | Trước đây là một sân vận động ngoài trời đã được chuyển đổi thành một đấu trường trong nhà. |
| Phòng tập thể dục Pencak Silat                                                | Pencak silat                                    | –                 | –            |                                                                                             |
| Hiệp hội Taekwondo Philippines Dojang                                         | Địa điểm taekwondo                              | –                 | –            |                                                                                             |
| Hội trường cầu lông PSC                                                       | Địa điểm cầu lông                               | –                 | –            |                                                                                             |
| Trung tâm bowling PSC                                                         | Địa điểm bowling                                | –                 | –            |                                                                                             |
| Sân vận động bơi lội tưởng niệm Rizal                                         | Địa điểm thể thao dưới nước                     | –                 | 1934         |                                                                                             |
| Rizal Memorial Coliseum                                                       | Sử dụng đa môn                                  | 8.000             | 1934         |                                                                                             |
| Sân vận động bóng chày tưởng niệm Rizal                                       | Địa điểm bóng chày                              | 10.000            | 1934         |                                                                                             |
| Sân vận động bóng đá và đường trường tưởng niệm Rizal (Sân vận động Quốc gia) | Sử dụng đa môn, chủ yếu là điền kinh và bóng đá | 12.873            | 1934         |                                                                                             |
| Trung tâm quần vợt tưởng niệm Rizal                                           | Địa điểm quần vợt                               | –                 | –            |                                                                                             |

### Khác
| Cơ sở hạ tầng                                      | Mục đích  | Năm xây dựng | Ghi chú |
| -------------------------------------------------- | --------- | ------------ | ------- |
| Tòa nhà hành chính PSC                             | Văn phòng |              |         |
| Trung tâm y học thể thao Philippines               | Văn phòng |              |         |
| Văn phòng chính của Hiệp hội Taekwondo Philippines | Văn phòng |              |         |